# Lettre errante
Pour plus de détails, voir Fiche technique et Distribution.
Lettre errante est un film français réalisé par Nurith Aviv et sorti en 2024.

## Synopsis
Autour du son du « R » qui, selon Nurith Aviv, « résiste le plus au passage
d’une langue à l’autre » et « garde la trace d’une langue première, celle qu’on nomme
langue maternelle ou langue d’origine ».

## Fiche technique
- Titre : Lettre errante
- Réalisation : Nurith Aviv
- Scénario : Nurith Aviv
- Photographie : David Quesemand, Nurith Aviv et Tulik Galon
- Montage : Nurith Aviv et Hippolyte Saura
- Musique : Georges Bloch
- Pays de production :  France
- Société de production : Les Films d'Ici
- Genre : Documentaire
- Durée : 52 minutes
- Date de sortie : France - 6 mars 2024

## Distribution
- Karl Ove Knausgård
- Misako Nemoto
- Luba Jurgenson
- Orly Noy
- Amel Chaouati
- Guy Régis Jr